# Fengbin
Fengbin (chinesisch 豐濱鄉, Pinyin Fēngbīn Xiāng) ist eine Landgemeinde im Landkreis Hualien in der Republik China (Taiwan).

## Beschreibung
Die Gemeinde Fengbin besteht aus einem langgestreckten Küstenstreifen mit einer Längsausdehnung in ungefähr nordnordöstlicher Richtung von etwa 35 Kilometern. Der Landstreifen ist im Mittel etwa 2,5 Kilometer breit, mit einer Ausbuchtung im mittleren Abschnitt, in dem die Gemeinde knapp 10 Kilometer ins Landesinnere reicht. Die Nachbargemeinden sind im Norden Shoufeng und im Westen (von Nord nach Süd) Fenglin, Guangfu, Ruisui und Yuli. Im Süden grenzt Fengbin an die Gemeinde Changbin im benachbarten Landkreis Taitung. In den meisten Abschnitten bildet das parallel zur Küste verlaufende, steil aufragende Haian-Gebirge die natürliche westliche Begrenzung. Im südlichen Abschnitt mündet der Fluss Xiuguluan in den Pazifik. Das Klima ist tropisch bis subtropisch. Die Jahresdurchschnittstemperatur liegt bei etwa 24 °C und variiert zwischen 17 °C im Januar und 30 °C im August. Der Jahresniederschlag liegt bei etwa 2900 mm. Der Großteil des Niederschlags konzentriert sich in der Monsun-Saison von Mai bis Oktober.

## Geschichte
Die menschliche Besiedlung der Gegend reicht einige Tausend Jahre zurück. In der Gemeinde fanden sich Artefakte der neolithischen Jomon-Keramik-Kultur. Die ältesten historisch fassbaren Bewohner der Gegend sind Austronesier, die verschiedenen Stämmen angehörten. Beginnend etwa ab dem 19. Jahrhundert setzte allmählich die Einwanderung von Han-Chinesen ein. Während der Zeit der japanischen Kolonialherrschaft (1895–1945) kamen zeitweilig auch einige Japaner ins Land. Nach der Übergabe Taiwans an die Republik China wurde Fengbin als Landgemeinde im neu gebildeten Landkreis Taitung organisiert.
| Gliederung von Fengbin                                               |
| Jiqi 磯崎村 Xinshe 新社村 Fengbin 豐濱村 Gankou 港口村 Jingpu 靜浦村 |

## Verwaltungsgliederung

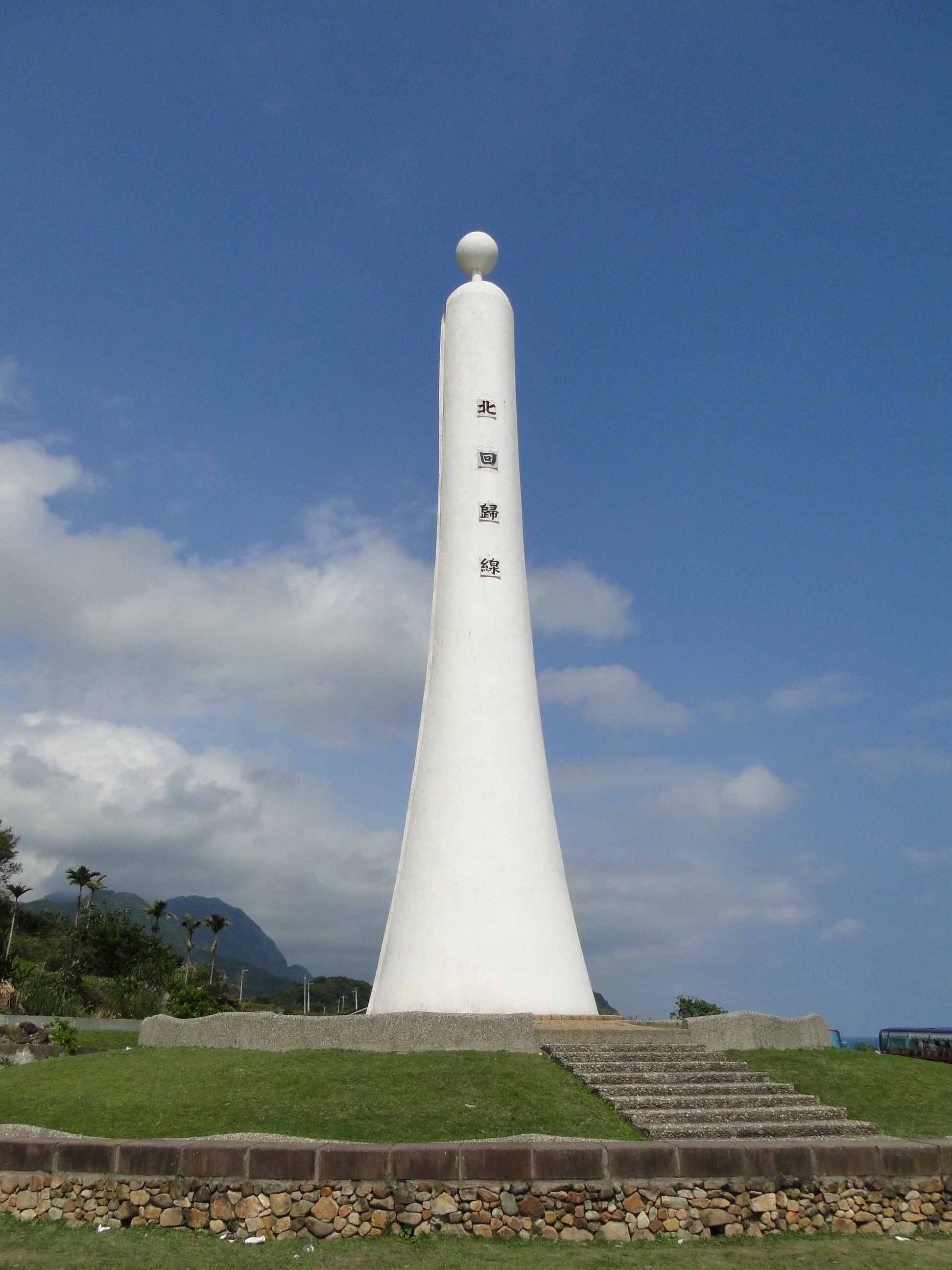
Monument am Wendekreis des Krebses

Fengbin ist in 5 Dörfer (村,  Cūn) aufgeteilt: Jiqi (磯崎村), Xinshe (新社村), Fengbin (豐濱村), Gankou (港口村) und Jingpu (靜浦村).

## Bevölkerung
Nach der amtlichen Statistik gehörten Ende 2017 3616 Personen (81 %) der indigenen Bevölkerung an. Dabei handelte es sich ganz überwiegend um Amis und Kavalan.

## Verkehr
Wichtigste Verkehrsader ist die Provinzstraße 11, die ihren Verlauf dicht entlang der Küste nimmt. Etwa auf halber Höhe zweigt davon die Provinzstraße 11A (11甲) in westlicher Richtung ab, die das Haian-Gebirge überquert und eine Verbindung ins Huatung-Tal herstellt. Von Fengbin aus ist es etwa eine Autostunde bis zur nördlich gelegenen Kreishauptstadt Hualien.

## Sehenswürdigkeiten und Tourismus
Sehenswert ist die vielgestaltige Pazifikküste und die tropisch-subtropische Vegetation. Es bieten sich Möglichkeiten des Natur- und Sport-Tourismus. Fengbin liegt im Bereich des Wendekreis des Krebses. Hier wurde ein Monument errichtet, das einen touristischen Anziehungspunkt darstellt (23° 27′ 5″ N, 121° 29′ 46,4″ O).

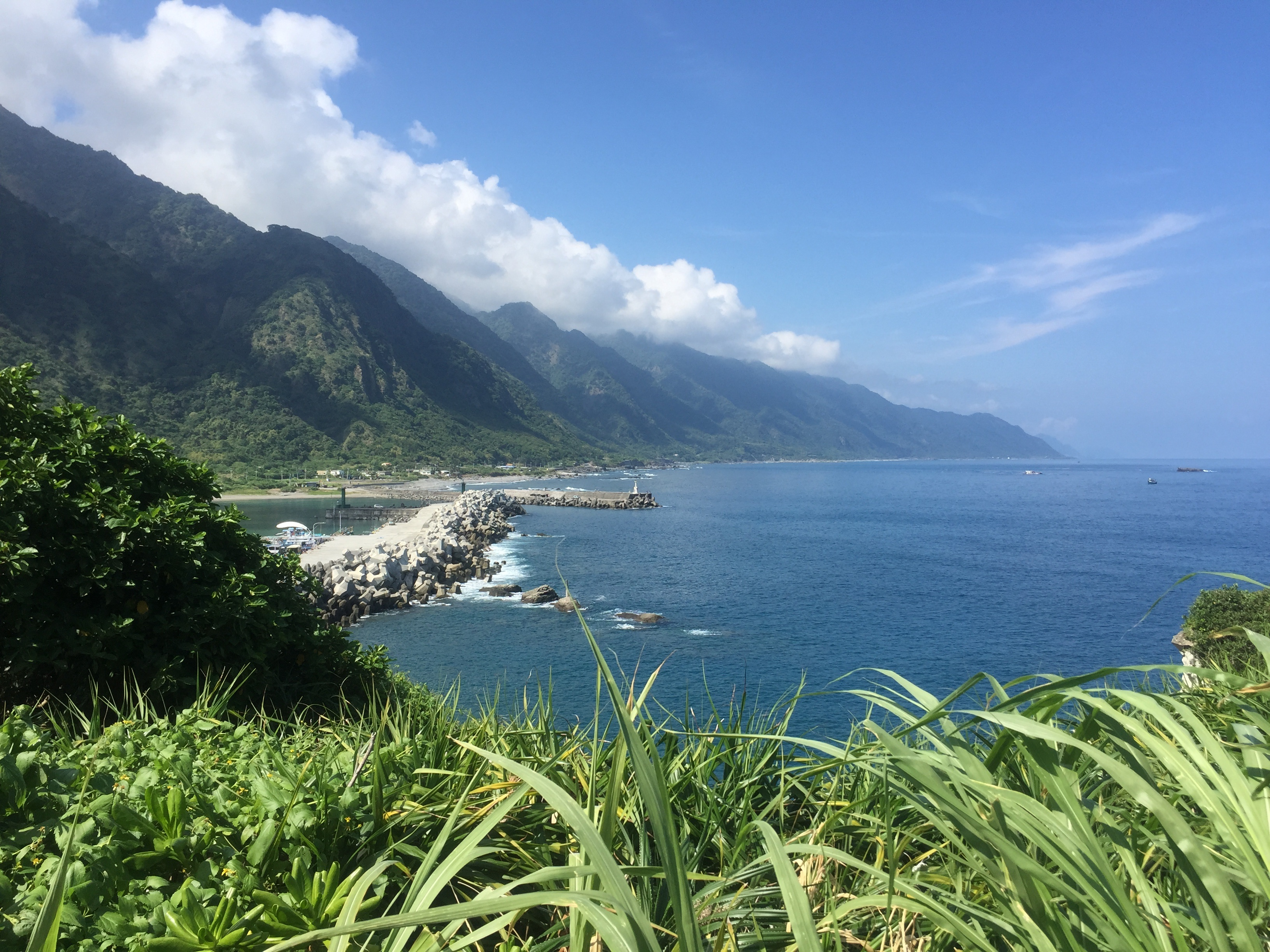
Küstenlandschaft im Dorf Gankou (Blick Richtung Norden)
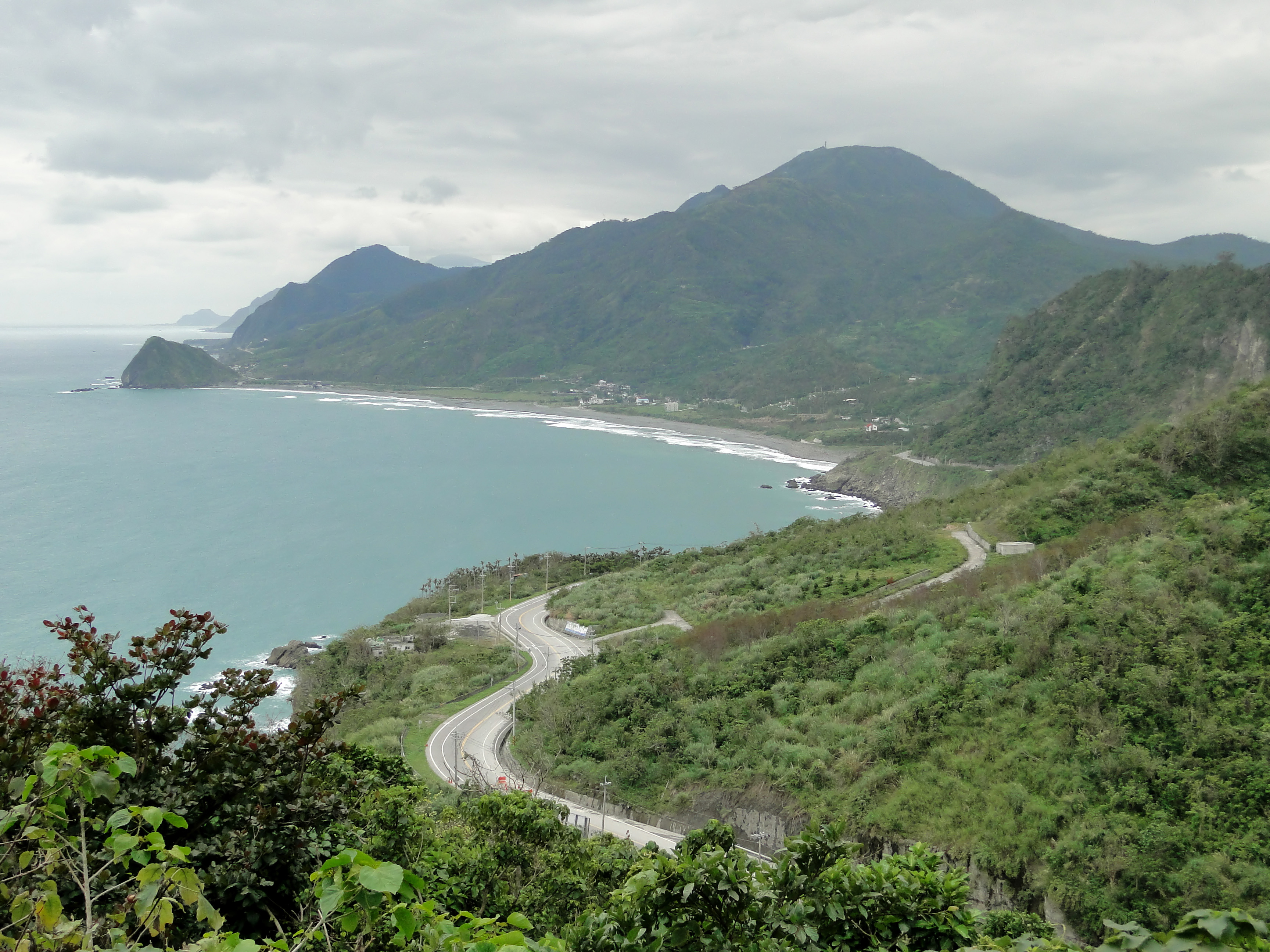
Küstenstraße 11 mit Strand im Dorf Jiqi (Blick Richtung Süden)